# 嶋本薫
嶋本 薫（しまもと しげる）は、日本の通信工学者。早稲田大学国際情報通信研究センター所長、早稲田大学理工学術院基幹理工学部情報通信学科教授。元スタンフォード大学客員教授。

## 人物・経歴
三重県津市出身。三重県立津西高等学校を経て、1985年電気通信大学電気通信学部通信工学科卒業。1987年電気通信大学大学院電気通信学研究科通信工学専攻修了、工学修士、日本電気入社。1991年電気通信大学電気通信学部助手。1993年東北大学博士（工学）。1992年群馬大学工学部助手。1994年群馬大学工学部助教授。2000年早稲田大学大学院国際情報通信研究科助教授。2002年早稲田大学大学院国際情報通信研究科教授。2008年スタンフォード大学客員教授。2014年早稲田大学基幹理工学部情報通信学科教授。2016年宇宙航空研究開発機構研究アドバイザー。2017年日本シミュレーション学会理事。2020年早稲田大学理工学術院総合研究所兼任研究員、早稲田大学国際情報通信研究センター兼任研究員、早稲田大学国際情報通信研究センター所長。

## 著作
- 『HF帯を用いた広域マルチホップネットワーク構築に関する多角的研究』早稲田大学 2005年
- 『無線通信技術大全』（共編著）リックテレコム 2007年